# Otto Altenburg

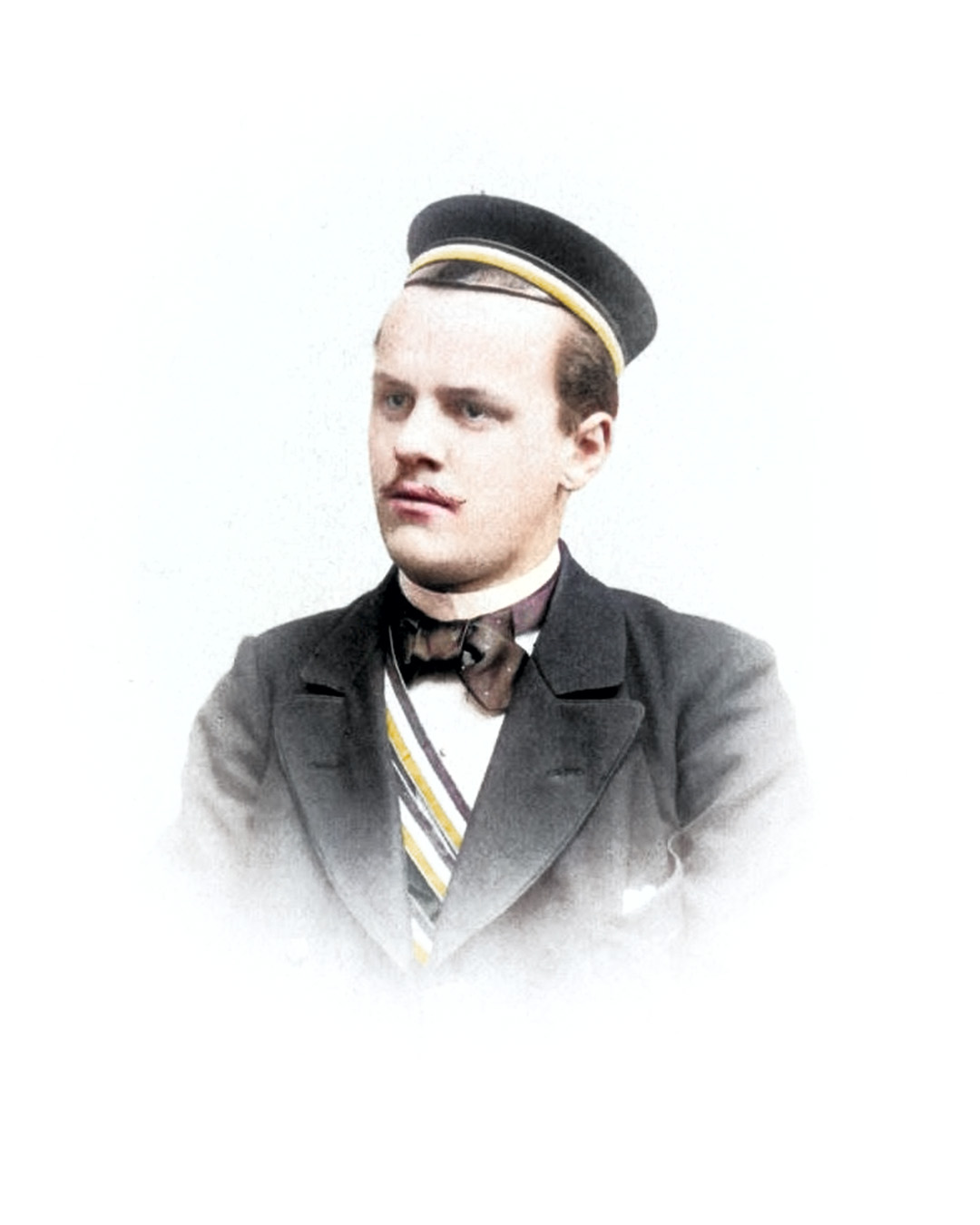
Otto Altenburg 1895 als Wingolfit, koloriert

Otto Altenburg (* 5. August 1873 in Scholwin, Kreis Randow; † 17. Dezember 1950 in Greifswald) war ein deutscher Historiker und Gymnasialprofessor.

## Leben
Otto Paul Erich Altenburg war der Sohn des Hauptlehrers Carl Altenburg. Er besuchte das König-Wilhelm-Gymnasium in Stettin und studierte ab 1893 an den Universitäten Halle, Göttingen und Greifswald. Er wurde während seines Studiums Mitglied des Hallenser, Göttinger und Greifswalder Wingolf.
Ab 1900 unterrichtete Altenburg am Marienstiftsgymnasium in Stettin, ein Jahr später am Königlichen Pädagogium in Putbus. Danach ging er an das Stadtgymnasium in Stettin, wo er 1914 zum Gymnasialprofessor ernannt wurde.
Altenburg war Mitglied der Gesellschaft für Pommersche Geschichte und Altertumskunde; von 1930 bis 1933 war er deren Vorsitzender. Er veröffentlichte eine Vielzahl regionalgeschichtlicher Aufsätze in Zeitschriften und Zeitungen.

## Schriften (Auswahl)
- Stettin im eisernen Jahr. Zeitgenössische Berichte. In: Baltische Studien. Band 17 NF (1913), S. 149–232.
- Geschichte der Firma Nüscke & Co. Stettin 1915, urn:nbn:de:gbv:9-g-5275579.
- Pommersche Provinzial-Zuckersiederei 1817-1917. Denkschrift zu ihrem hundertjährigen Bestehen. Stettin 1917.
- Französische Kriegsgefangene 1870/71 in Stettin. (Aus dem Tagebuch eines französischen Offiziers) . In: Baltische Studien. Band 23 NF (1920), S. 147–166.
- 100 Jahre Léon Sauniers Buchhandlung 1826-1926. Festschrift zur Hundertjahrfeier der Léon Saunierschen Buchhandlung Stettin. Stettin 1926, urn:nbn:de:gbv:9-g-5275427.
- Die Anfänge der preußischen Kriegsmarine in Stettin. Greifswald 1922 (2., vermehrte Aufl. Karlsruhe 1936).
- Die Tilebeins und ihr Kreis. Stettiner Bürgerkultur im 18. und 19. Jahrhundert, vornehmlich in der Goethezeit. Stettin 1937.
- Daniel Blecks. Ein pommerscher Volksheld in der Franzosenzeit. Stettin 1939.